# Boeing Phantom Ray

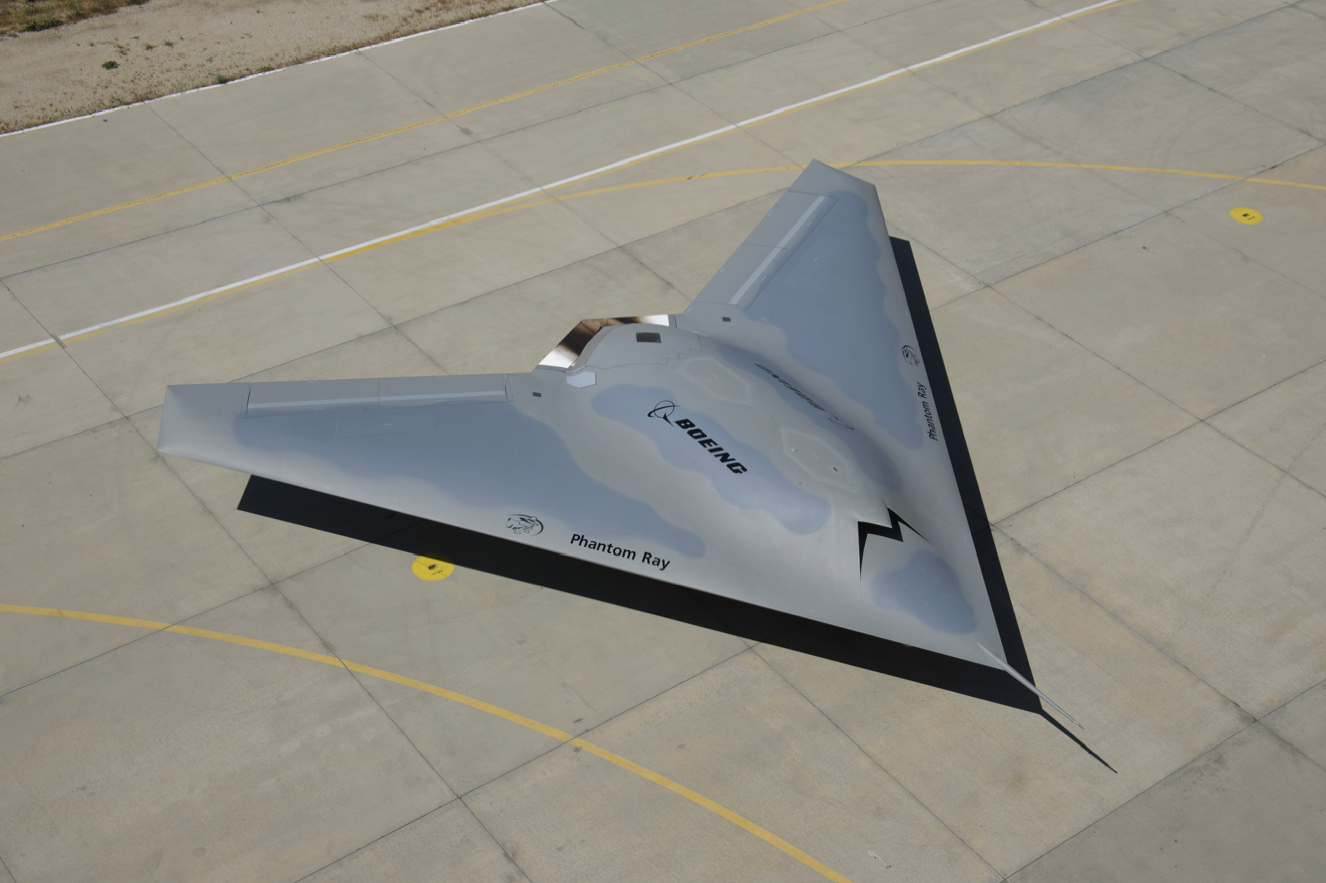
Phantom Ray

Bei der Phantom Ray (auf dt. etwa „Phantom-Rochen“) von Boeing handelt es sich um einen Erprobungsträger für die Entwicklung einer Nurflügel-Tarnkappen-Drohne.

## Beschreibung
Die Entwicklung des Phantom Ray begann Mitte 2007 noch unter dem Namen „Projekt Reblue“, nachdem ein Jahr zuvor das J-UCAS-Programm abgebrochen worden war. Da Boeing die technischen Grundlagen für zukünftige Projekte weiter erforschen wollte, begannen die Phantom Works 2008 den X-45C Prototypen umzubauen. Die zu einem Technologiedemonstrator weiterentwickelte Maschine erhielt nun den Codenamen „Phantom Ray“ und wurde am 10. Mai 2010 in St. Louis der Öffentlichkeit vorgestellt. Das von Boeing selbst finanzierte Projekt soll als Testplattform für fortschrittliche Technologien dienen, darunter Aufklärung und Überwachung, Bekämpfung der gegnerischen Luftabwehr, sowie das Ausüben elektronischer Störmaßnahmen. Die Phantom Ray soll in der Lage sein, autonom eine Flugbetankungsoperation durchzuführen. Erste Rollversuche absolvierte das Flugzeug bis zum 18. November 2010 auf dem Lambert International Airport in St. Louis. Der ursprünglich für Dezember 2010 geplante Erstflug wurde auf April des Jahres 2011 verschoben. Für weitere Rollversuche und die Flugtests wurde der Erprobungsträger durch die für den Transport der NASA-Shuttles genutzte Boeing 747 zur Dryden Test Range überführt. Der Testflug als Vorbereitung zur Überstellung, durchgeführt auf dem Rumpf der 747, am 13. Dezember 2010 verlief erfolgreich. Am 27. April 2011 führte das UCAV den ersten 17 Minuten dauernden Flug in Dryden durch. Dabei erreichte das Fluggerät eine Höhe von 7.500 ft und eine Geschwindigkeit von 178 kt. Im Mai 2011 setzte Boeing die Testflüge fort und hofft auf weitere Finanzierung durch Regierungsstellen.

## Technische Daten
| Kenngröße             | Daten                                                  |
| --------------------- | ------------------------------------------------------ |
| Länge                 | 10,97 m                                                |
| Spannweite            | 15,24 m                                                |
| max. Startmasse       | 16.556 kg                                              |
| Höchstgeschwindigkeit | ca. 988 km/h                                           |
| Marschgeschwindigkeit | ca. Mach 0,8                                           |
| Dienstgipfelhöhe      | 12.192 m                                               |
| Einsatzradius         | 1852 km                                                |
| Triebwerke            | ein Mantelstromtriebwerk General Electric F404-GE-102D |
| Schubkraft            | 50,03 kN                                               |
| Bewaffnung            | 2041 kg Bombenlast in einem Waffenschacht              |

Die technischen Daten beruhen teilweise auf Angaben von CNET Networks-Nachrichten.